# Watupatok
Watupatok is een bestuurslaag in het regentschap Pacitan van de provincie Oost-Java, Indonesië. Watupatok telt 3630 inwoners (volkstelling 2010).